# パリ大混戦
パリ大混戦（パリだいこんせん） Le Grand Restaurant は、ジャック・ベスナール監督、ルイ・ド・フュネス主演のフランスのコメディ映画である。1966年フランス公開。
フランス語原題Le Grand Restaurantを直訳すると「大レストラン」になる。
同じルイ・ド・フュネスが主演で邦題の似ている『大混戦』『ニューヨーク大混戦』などで知られる『ルイ・ド・フュネスのサントロペシリーズ』とは別の作品であり、ストーリーや設定に全く関連はない。

## あらすじ
セプティムはパリの有名な大レストラン「シェ・セプティム」の支配人である。訪れる客は各界の名士たちで彼らへのサービスに尽くす一方、部下の給仕やピアニストを管理することに余念がなく、客に変装してまで部下を見張る。その様子を見込まれた客のパリ市警察署長から、南米の某国の大統領ノヴァレスの接待を頼まれるが、ノヴァレスは忽然とレストランから消えてしまう。警察署に呼び出されたセプティムは、容疑者をおびき寄せる役割としての捜査協力をすることになる。

### ヒトラー批判の演出
映画の序盤で、警察署長がイタリアとドイツの同業者をレストランに接待して支配人セプティム（ルイ・ド・フュネス）に紹介する。ドイツ人の警視が料理を褒めレシピを聞くと、ド・フュネスは"Deux Kartoffern, drei oignons ..."（じゃがいもを2個、玉ねぎを3個・・・）と、ドイツ語混じり（斜体部分）のフランス語で説明し始める。そのうちド・フュネスの顔に影がかかり、アドルフ・ヒトラーの髪型と口髭が現れる。しまいにはド・フュネスの喋り方までヒトラーの演説のような威勢になり、「Auf Wiedersehen!（さようなら！）」とドイツ語で捲し立て、ドイツ人警視は腰を抜かす、という演出がある。
二人の息子のパトリック・ド・フュネス、オリヴィエ・ド・フュネス共著の『Louis de Funès, Ne parlez pas trop de moi, les enfants ! （ルイ・ド・フュネス、私のことを喋りすぎるな、息子たちよ！）』によれば、このシーンは当初の脚本では、ドイツ人警視にレシピを聞かれて、ドイツ語の単語混じりで返答するというだけのものだったという。ド・フュネスはそれに満足せず、「これは私の看板映画だ、作品が成功しなければ責任は私にある」と言って、スタジオ使用料は高額にもかかわらずすべての撮影をストップさせた。監督と話し合ったが良いアイデアは得られず、一晩経った翌日、ド・フュネスは影絵でヒトラーを表現するアイデアを思いつき、やっと撮影続行になったという。
果たしてこの場面は長く記憶されることとなり、ルイ・ド・フュネスを特集した文章やテレビ番組でたびたび引き合いに出されている。

## スタッフ
- 監督 - ジャック・ベスナール（フランス語版）
- 脚本 - ジャン・アラン　Jean Halain
- 脚色 - ジャン・アラン、ルイ・ド・フュネス、ジャック・ベスナール
- 演出 - ジャン・アラン
- 助監督 - ミシェル・ラング（フランス語版）、ピエール・コソン
- 音楽 - ジャン・マリオン（フランス語版）

## キャスト
- ルイ・ド・フュネス - セプティム、レストランの支配人
- ベルナール・ブリエ - パリ市警察署長
- フォルコ・ルッリ - ノヴァレス、南米某国の大統領
- ヴェナンティーノ・ヴェナンティーニ（イタリア語版） - エンリケ、ノヴァレスの側近
- マリア＝ローザ・ロドリゲス（フランス語版） - ソフィア、ノヴァレスのシークレットサービス
- ポール・プレヴォワ（フランス語版） - レストランのソムリエ
- ラウル・デフロッス（フランス語版） - マルセル、シェフ
- ギイ・グロッソ、ミシェル・モド（コンビ・グロッソ＝モド） - レストランの給仕たち
- オリヴィエ・ド・フュネス（フランス語版） - シェフの一番弟子
- モーリス・リッシュ - レストランのギャルソン

## 興行実績
この映画は3,878,520人の入場者を得て、そのうち667,659人がパリ市内の入場者であり、1966年のフランスにおける興行収入の第8位を獲得し、フランス映画としては第3位であった。

## 関連作品
2010年にフランステレビジョンのFrance 2で、同名のLe Grand Restaurantというテレビドラマ全2話が放映された。翌2011年には続編のLe Grand Restaurant IIが制作された。タイトルは本稿の映画から引用されているほか、ヒトラーのパロディなど本稿映画へのオマージュが見られる。ジェラール・プッリチーノ監督、ピエール・パルマード主演。
ルイ・ド・フュネスのレストランを主題とした映画では他に、ド・フュネスがレストランガイドブック会社の社長となって様々なレストランを食べ歩く、1976年のクロード・ジディ監督の『L'Aile ou la Cuisse（手羽先かモモ肉か）』がある。本作品と直接のつながりはない。